# FK Muğan Salyan
Der FK Muğan Salyan (aserbaidschanisch: Muğan Futbol Klubu) war ein aserbaidschanischer Fußballverein aus Salyan. In der Saison 2007/08 wurde der Club als FK NBC Salyan Tabellendritter der Birinci Divizionu und ersetzte FK Masallı, der wegen Insolvenz zurückzog. Am 28. Oktober 2008 wurde der Verein in FK Muğan Salyan umbenannt.
In den beiden ersten Spielzeiten der Premyer Liqası entkam das Team jeweils nur knapp dem Abstieg. In der dritten Saison 2010/11 belegte man den achten Platz, wurde aber im folgenden Jahr aus finanziellen Gründen aus der Liga verbannt. Nach dem Abstieg in die zweite Liga wurde 2012 die Auflösung des Vereins bekanntgegeben.

## Ligazugehörigkeit
- 2008/09 =  12. Platz
- 2009/10 =  10. Platz
- 2010/11 =  08. Platz